# Zeguistà
Zeguistà (en rus: Зегиста) és un poble (un possiólok) de Calmúquia, a Rússia, segons el cens del 2012 tenia 37 habitants. Pertany al districte municipal de Tróitskoie.